# Vương Quốc Trung
Vương Quốc Trung (sinh ngày 29 tháng 5 năm 1990) là một cầu thủ bóng đá chuyên nghiệp người Việt Nam thi đấu ở vị trí tiền vệ cho câu lạc bộ Phù Đổng.

## Thống kê sự nghiệp

### Quốc tế
Tính đến ngày 17 tháng 5 năm 2015
| Đội tuyển quốc gia | Năm       | Trận | Bàn |
| ------------------ | --------- | ---- | --- |
| Việt Nam           | 2015      | 1    | 0   |
| Tổng cộng          | Tổng cộng | 1    | 0   |